# 若宮 (市川市)
若宮（わかみや）は千葉県市川市にある地名。現行行政地名は若宮一丁目から若宮三丁目。郵便番号は272-0812。2010年（平成22年）7月1日現在の面積は0.655km2。

## 地理
市川市北部に位置する。地域内は住宅地となっており、三丁目は一部中山競馬場の敷地となっている。
二丁目に若宮公民館、三丁目に市川市立若宮小学校、市川若宮郵便局がある。また、三丁目に中山競馬場（敷地の多くは船橋市古作）がある。
東は船橋市古作・西船、西は北方、南は船橋市本中山、北は北方町と接している。

### 地価
住宅地の地価は、2014年（平成26年）1月1日の公示地価によれば、若宮2-19-16の地点で16万6000円/m2となっている。

## 歴史

### 沿革
- 1869年（明治2年） - 葛飾県葛飾郡若宮村となる。
- 1871年（明治4年） - 廃藩置県、県の統合により印旛県葛飾郡若宮村となる。
- 1873年（明治6年） - 県の統合及び、郡の分割により千葉県東葛飾郡若宮村となる。
- 1889年（明治22年） - 東葛飾郡中山村、鬼越村、北方村、高石神村と合併し、東葛飾郡中山村大字若宮となる。
- 1924年（大正13年）8月10日 - 中山村が町制施行。東葛飾郡中山町大字若宮となる。
- 1934年（昭和9年）11月3日 - 市川町、八幡町、国分村と合併、市制施行。市川市大字若宮となる。
- 1951年（昭和26年）12月1日 - 市内の大字を町に変更。それに伴い、市川市若宮町となる。
- 1969年（昭和44年）9月1日 - 住居表示施行。市川市若宮一丁目 - 三丁目となる。

### 地名の由来
当地にある｢若宮八幡｣をその由来としている。

## 世帯数と人口
2017年（平成29年）9月30日現在の世帯数と人口は以下の通りである。
| 丁目       | 世帯数    | 人口    |
| ---------- | --------- | ------- |
| 若宮一丁目 | 496世帯   | 1,024人 |
| 若宮二丁目 | 769世帯   | 1,715人 |
| 若宮三丁目 | 1,533世帯 | 3,455人 |
| 計         | 2,798世帯 | 6,194人 |

## 小・中学校の学区
市立小・中学校に通う場合、学区は以下の通りとなる。
| 丁目       | 番地            | 小学校             | 中学校             |
| ---------- | --------------- | ------------------ | ------------------ |
| 若宮一丁目 | 全域            | 市川市立中山小学校 | 市川市立第四中学校 |
| 若宮二丁目 | 9～11番         | 市川市立中山小学校 | 市川市立第四中学校 |
| 若宮二丁目 | 1～8番 12～28番 | 市川市立若宮小学校 | 市川市立第四中学校 |
| 若宮三丁目 | 全域            | 市川市立若宮小学校 | 市川市立第四中学校 |

## 施設
- 市川市立若宮保育園
- ときわ保育園
- 若宮幼稚園
- 市川市立若宮小学校
- 若宮公民館
  - 市川市立図書館若宮公民館図書室
- 市川若宮郵便局
- 若宮八幡神社 (市川市)
- 奥之院
- 日英寺